# Bailly (Yvelines)
Bailly és un municipi francès, situat al departament d'Yvelines i a la regió de Illa de França. L'any 2007 tenia 3.999 habitants.
Forma part del cantó de Le Chesnay i del districte de Versalles. I des del 2002 de la Comunitat d'aglomeració Versailles Grand Parc.

## Demografia

### Població
El 2007 la població de fet de Bailly era de 3.999 persones. Hi havia 1.497 famílies, de les quals 346 eren unipersonals (149 homes vivint sols i 197 dones vivint soles), 417 parelles sense fills, 626 parelles amb fills i 108 famílies monoparentals amb fills.
La població ha evolucionat segons el següent gràfic:
Habitants censats

### Habitatges
El 2007 hi havia 1.605 habitatges, 1.508 eren l'habitatge principal de la família, 19 eren segones residències i 78 estaven desocupats. 649 eren cases i 940 eren apartaments. Dels 1.508 habitatges principals, 1.203 estaven ocupats pels seus propietaris, 274 estaven llogats i ocupats pels llogaters i 31 estaven cedits a títol gratuït; 59 tenien una cambra, 91 en tenien dues, 256 en tenien tres, 352 en tenien quatre i 750 en tenien cinc o més. 1.316 habitatges disposaven pel capbaix d'una plaça de pàrquing. A 597 habitatges hi havia un automòbil i a 855 n'hi havia dos o més.

### Piràmide de població
La piràmide de població per edats i sexe el 2009 era:
| Homes | Edats   | Dones |
| ----- | ------- | ----- |
| 0     | 95 o +  | 0     |
| 0     | 90 a 94 | 4     |
| 4     | 85 a 89 | 8     |
| 0     | 80 a 84 | 20    |
| 40    | 75 a 79 | 16    |
| 68    | 70 a 74 | 56    |
| 72    | 65 a 69 | 80    |
| 128   | 60 a 64 | 104   |
| 136   | 55 a 59 | 148   |
| 192   | 50 a 54 | 200   |
| 140   | 45 a 49 | 172   |
| 124   | 40 a 44 | 164   |
| 128   | 35 a 39 | 176   |
| 112   | 30 a 34 | 140   |
| 96    | 25 a 29 | 148   |
| 96    | 20 a 24 | 88    |
| 160   | 15 a 19 | 116   |
| 188   | 10 a 14 | 136   |
| 184   | 5 a 9   | 184   |
| 128   | 0 a 4   | 88    |

## Economia
El 2007 la població en edat de treballar era de 2.499 persones, 1.785 eren actives i 714 eren inactives. De les 1.785 persones actives 1.689 estaven ocupades (871 homes i 818 dones) i 95 estaven aturades (52 homes i 43 dones). De les 714 persones inactives 165 estaven jubilades, 327 estaven estudiant i 222 estaven classificades com a «altres inactius».

### Ingressos
El 2009 a Bailly hi havia 1.486 unitats fiscals que integraven 4.104,5 persones, la mediana anual d'ingressos fiscals per persona era de 35.243 €.

### Activitats econòmiques
Dels 236 establiments que hi havia el 2007, 2 eren d'empreses de fabricació de material elèctric, 5 d'empreses de fabricació d'altres productes industrials, 9 d'empreses de construcció, 37 d'empreses de comerç i reparació d'automòbils, 3 d'empreses de transport, 4 d'empreses d'hostatgeria i restauració, 22 d'empreses d'informació i comunicació, 22 d'empreses financeres, 13 d'empreses immobiliàries, 82 d'empreses de serveis, 26 d'entitats de l'administració pública i 11 d'empreses classificades com a «altres activitats de serveis».
Dels 21 establiments de servei als particulars que hi havia el 2009, 1 era una oficina de correu, 1 una oficina bancària, 1 taller de reparació d'automòbils i de material agrícola, 1 taller d'inspecció tècnica de vehicles, 1 paleta, 2 guixaires pintors, 1 fusteria, 1 lampisteria, 1 empresa de construcció, 3 restaurants, 6 agències immobiliàries, 1 tintoreria i 1 saló de bellesa.
Dels 4 establiments comercials que hi havia el 2009, 1 era una botiga de més de 120 m², 1 una fleca, 1 una llibreria i 1 una joieria.
L'any 2000 a Bailly hi havia 5 explotacions agrícoles.

## Equipaments sanitaris i escolars
L'únic equipament sanitari que hi havia el 2009 era una farmàcia.
El 2009 hi havia 1 escola maternal i 2 escoles elementals. Bailly disposava d'un iceu d'ensenyament general amb 197 alumnes.

## Poblacions més properes
El següent diagrama mostra les poblacions més properes.